# Erigeron melanocephalus
Erigeron melanocephalus là một loài thực vật có hoa trong họ Cúc. Loài này được (A.Nelson) A.Nelson mô tả khoa học đầu tiên năm 1899.